# Bobtail japonès
El Bobtail japonès és una raça de gat domèstic amb una cua curta semblant a la d'un conill, a diferència d'altres races de gat que tenen cues llargues. La cua curta d'aquesta raça és conseqüència d'un gen recessiu.

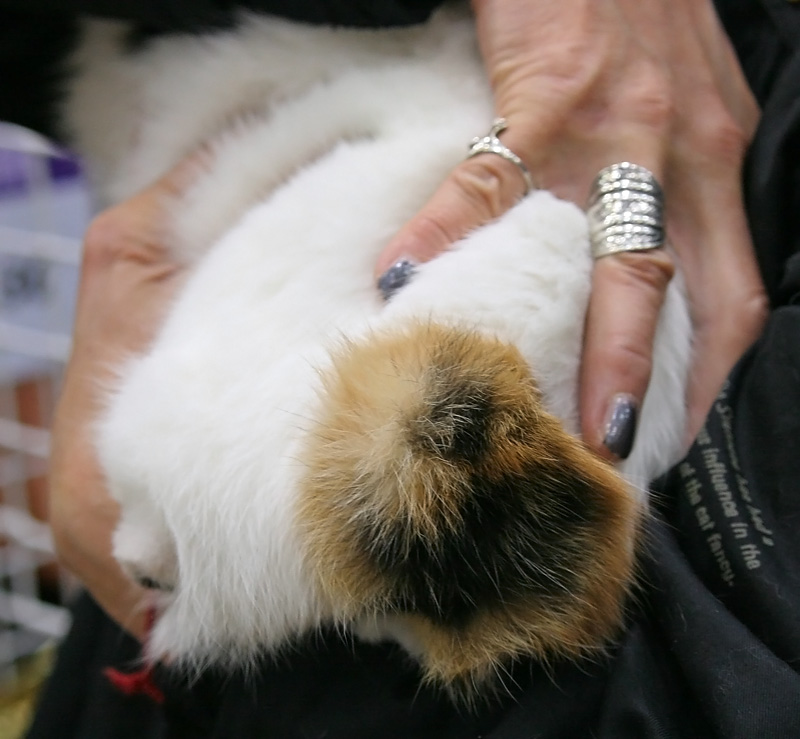
Cua d'un bobtail japonès

Són petits gats domèstics originaris del Japó i de tot el Sud-est asiàtic. Aquesta raça és molt icònica en el folklore japonès.

## Història
El seu origen és incert però es creu que van arribar al continent asiàtic fa 1.000 anys. Hi ha una teoria que diu que són originaris de les Illes Kurils i que probablement van arribar al Japó com a gats de vaixell. El 1602 es va decretar al Japó que ningú podia comprar, vendre o mantenir un bobtail, tots havien de ser posats en llibertat per controlar la població de rates que estava afectant la indústria de l'arròs i de la seda. Després d'això, el bobtail es va convertir en l'icònic gat de carrer del Japó. El 1968 Elizabeth Freret i Lynn Beck van introduir el bobtail japonès a Amèrica.

## Característiques

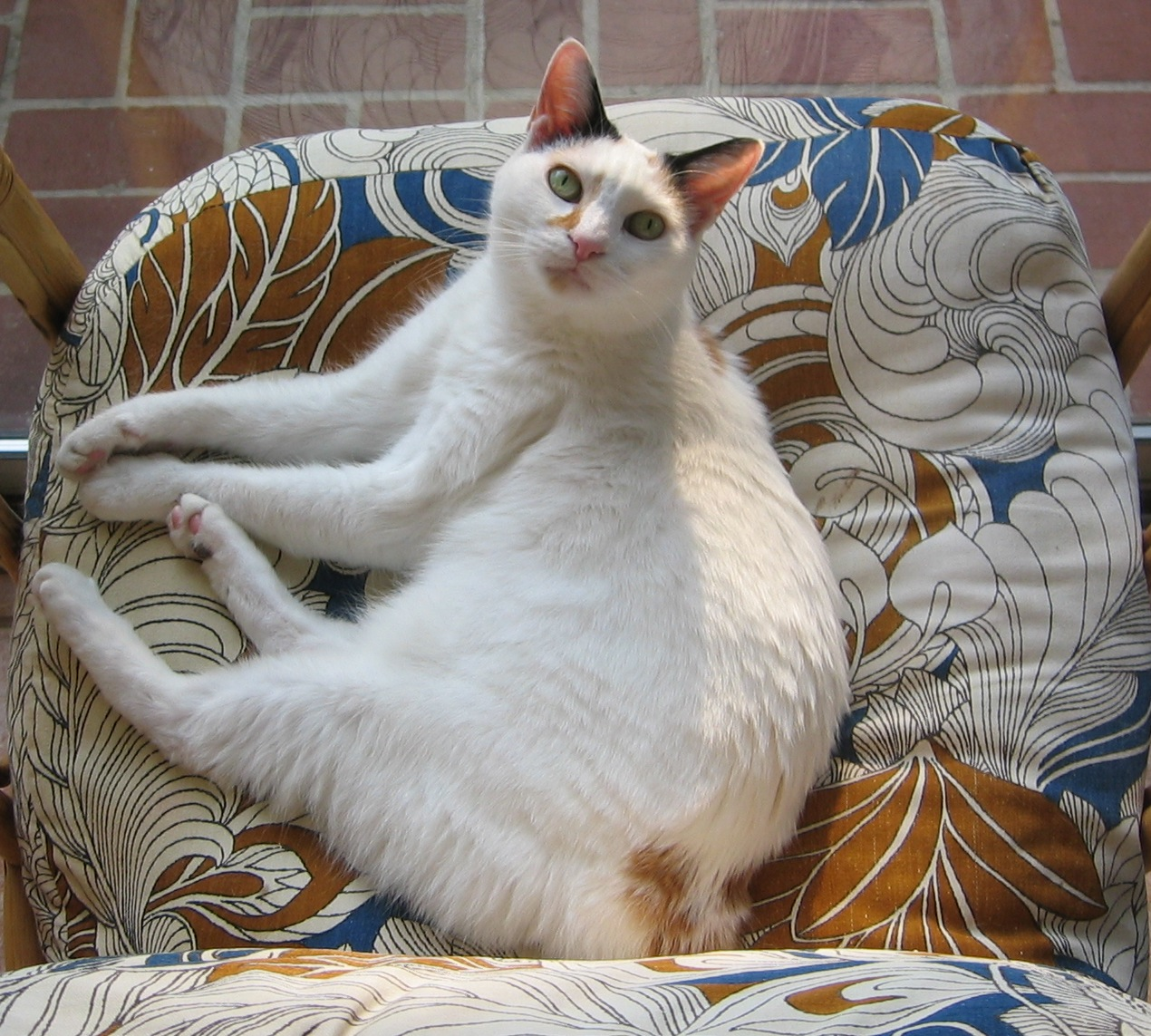
Una femella que mostra la cara triangular característica de la raça

La cara del bobtail japonès ha de formar un triangle equilàter, les seves orelles són separades i estan en alerta. Les seves orelles són mitjanes i una mica arrodonides en les puntes.
La raça és de mida mitjana i els mascles són més grans que les femelles.
El pèl és suau i sedós, hi ha dues varietats: pèl llarg i pèl curt. Els de pèl curt tenen el pèl sedós i llis. Els de pèl llarg tenen el pèl una mica més llarg, i el seu pèl es comença a ondular en les puntes.
El cos és esvelt com un gat oriental tradicional, però més musculós. Les potes són llargues, les posteriors són més llargues que les davanteres i els peus són mitjans amb forma ovalada. El seu nas és llarg, amb el musell ben desenvolupat, i té els ulls grans i ovalats.
La seva cua és caragolada i forma una o dues corbes. La seva cua és clarament visible, és a dir, no es perd entre el seu pèl.

## Comportament
El bobtail és un gat actiu, a diferència de la majoria dels gats que són calmats i mandrosos. És extravertit i curiós, regularment explora el seu entorn durant la matinada.
El bobtail pot desenvolupar llaços amb humans, no tolera la solitud perquè naturalment viu en grups. Sol tenir un comportament enjogassat i social. Poden emetre sons per intentar comunicar-se amb el seu amo.

## Folklore

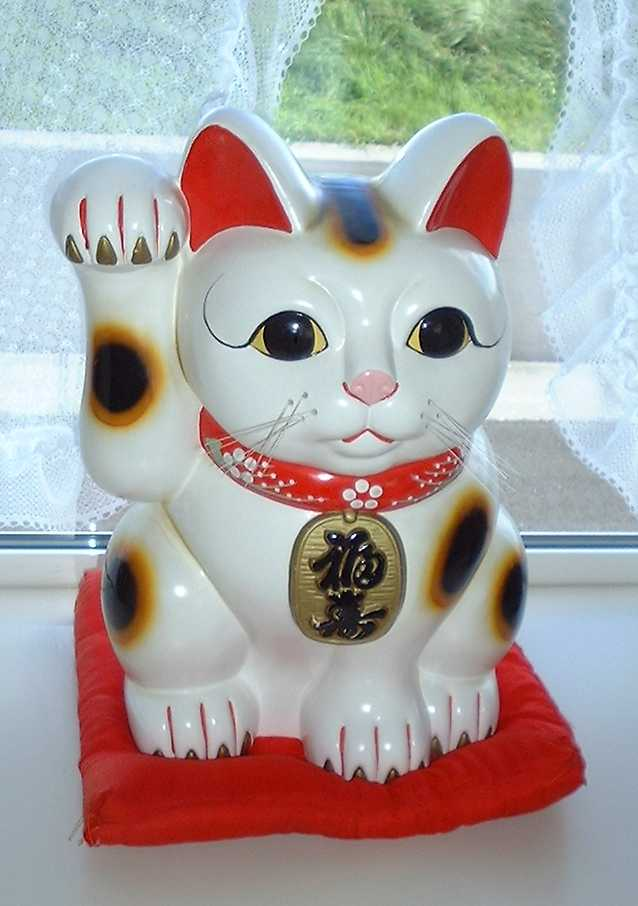
Un Maneki-neko amb la seva típica capa de tres colors.

Hi ha una llegenda al Japó sobre l'origen de les seves cues curtes (folklore japonès): 
| « | Es diu que un gat es va quedar adormit a prop d'un foc per escalfar-se, i que la seva cua va començar a cremar-se. Llavors, alarmat va córrer per tota la ciutat, provocant que s'incendiés aquesta, i l'incendi va ser tan greu que la ciutat va quedar feta cendres. En veure els fets, l'Emperador va ordenar que a tots els gats els tallessin les seves cues com a mesura preventiva. I des d'aleshores la tenen així. | » |

El famós amulet japonès Maneki-neko (招き猫, literalment gat atractiu i també conegut com a gat de la fortuna), està basat en un bobtail japonès. Aquesta figura, segons el folklore japonès, porta bona sort al seu amo atraient clients i diners, i es pot trobar habitualment en comerços, restaurants i oficines d'arreu del Japó.
El nom "bobtail" ve de l'anglès que significa cua curta. Certament el bobtail té una peculiar cua enroscada amb pèl en totes direccions que la fan semblar un pom-pon.
El Bakeneko (gat monstruós), un gat d'habilitats sobrenaturals, part de la cultura japonesa, es relaciona amb el bobtail japonès. Segons les llegendes un gat normal es pot transformar en un Bakeneko si ha viscut diversos anys, si ha crescut certa grandària o si se'ls permet tenir la cua llarga, per això la seva relació amb el bobtail japonès.
Pel fet que els seus tons vocals són suaus es creu que els Bobtails japonesos poden cantar.

## El bobtail japonès en la cultura popular contemporània
El personatge Hello Kitty produït per la companyia Sanrio, també es basa en un bobtail japonès.